# Новоросійськ (станція)
Новоросійськ — вантажно-пасажирська, позакласна станція Північно-Кавказької залізниці Російських залізниць. Розташована в місті Новоросійськ Краснодарського краю, Росія.

## Історія
Станція відкрита 1889 року в ході будівництва залізничної лінії Єкатеринодар — Новоросійськ.

## Пасажирське сполучення
Потяги місцевої приписки формуються у Новоросійському вагонному депо. Вокзал станції Новоросійськ відправляє та  приймає потяги далекого сполучення у наступних напрямках:
- Архангельськ
- Владикавказ
- Воркута
- Нижній Новгород
- Єкатеринбург
- Іжевськ
- Казань
- Москва (у т. ч. фірмовий потяг «Преміум»)
- Мурманськ
- Нижній Тагіл
- Перм
- Ростов-на-Дону
- Санкт-Петербург (у т. ч. фірмовий потяг «Чорноморець»)
- Саратов
- Сосногорськ
- Тамбов
- Уфа
- Челябінськ.

Приміські потяги прямують до станції Краснодар I.